# Chemin de fer touristique du sud des Ardennes
Le chemin de fer touristique du sud des Ardennes (CFTSA) est géré par l'association les « Amis de la traction vapeur en Ardenne » (ATVA), loi de 1901, basée à Attigny dans le département des Ardennes. Elle propose, sur une ancienne ligne de chemin de fer fermée au trafic voyageur mais conservant un trafic SNCF de marchandises, des trajets en autorail Picasso de la gare d'Amagne - Lucquy à celle de Challerange en passant par Vouziers. La ligne longe, pendant une grande partie de son parcours, la vallée de l'Aisne et son canal latéral.

## Offre touristique
La gare d'Attigny est la gare principale du Chemin de fer touristique du Sud des Ardennes, un bâtiment « accueil billetterie boutique souvenir » de l'association s'y trouve, cour de la Gare, il est ouvert le dimanche en saison, la circulation du train ayant lieu chaque dimanche pendant cette période. Des trains spéciaux sont aussi organisés ponctuellement, y compris hors de la ligne, depuis que l'association a fait l'acquisition d'un autorail agréé sur le réseau national. Prendre contact avec l'association pour connaître l'actualité des trains proposés et les offres touristiques associées

## Ligne d'Amagne - Lucquy à Challerange par Vouziers

### Historique
La ligne touristique d'Amagne - Lucquy à Challerange par Vouziers est composé de deux anciennes sections de lignes de chemin de fer. La section d'Amagne à Vouziers créée par la Compagnie des chemins de fer de l'Est ouverte en 1873, et la section de Vouziers à Challerange créée par la « Compagnie des chemins de fer de l'Argonne », ouverte en 1878.
En 1969 la SNCF a supprimé le trafic des trains de transport des voyageurs, le remplaçant par un transport routier. La ligne est toujours utilisée par la SNCF pour le transport des marchandises, les trains effectuent principalement le transport de céréales  et d'engrais, d'autres marchandises fournissent un petit trafic, du bois au départ de Vouziers et du lait en poudre à partir de Challerange. Le trafic de sucre a cessé en 1997 avec la fermeture de la sucrerie embranchée à Attigny.
L'association commence l'exploitation touristique de la ligne Amagne – Challerange en 1988.

### Caractéristiques
La ligne débute en gare d'Amagne - Lucquy. Elle effectue un parcours en campagne, passant par Alland'huy avant d'arriver à Attigny, un premier arrêt à Voncq vous conduira à une explication sur "La malle de Rimbaud" et à votre retour à bord de l'autorail, l'équipe vous offrira une dégustation de jus de pomme local. Ensuite la voie suit la vallée de l'Aisne jusqu'à Vouziers en suivant le canal latéral à partir de Rilly et en passant par, Vrizy - Vandy et Condé-lès-Vouziers. Après Vouziers, la voie quitte la vallée et passe par Savigny-sur-Aisne, Saint-Morel et Monthois où l'on vous offrira une explication cette fois-ci à propos de la vie de Roland Garros - vous découvrirez que ce n'était pas un tennisman mais un grand aviateur -, puis vous arriverez à la gare de Challerange, terminus du train touristique.

## Matériel roulant ferroviaire

### Autorails
Les autorails du CFTSA font partie de la série Unifié 300 Ch ou X 3800 de la SNCF, surnommés « Picasso » en raison de leur poste de conduite décentré.
- XBD 3838 SNCF, mis en service le 31 juillet 1952 à Nancy, radié le 19 juin 1987, propriété CFTSA depuis 1991.
- XBD 3850 SNCF mis en service le 28 janvier 1953 à Vesoul, radié le 31 mai 1987, propriété du SIVU.
- XBD 3898 SNCF, mis en service en 1954 à Vitry-le-François, radié le 30 septembre 1982, propriété CFTSA depuis 2000.
- XBD 3943 SNCF, mis en service en 1959 à Marseille, radié le 28 août 1987, propriété CFTSA depuis 2008. comporte un compartiment de 1re classe, est agréé pour la circulation sur le Réseau ferré national, à la vitesse maxi de 100 km/h.

Le CFTSA a vendu, en juin 2007, l'autorail XABDP 2468.
Le 7 août 2009, le parc s'est agrandi avec l'arrivée de l'X 4719/XR 8716, autorail pris sous convention de mise à disposition SNCF pour 10 ans, en provenance d'Epernay. Cet autorail a été autorisé pour circulation à 100 km/h sur "grand réseau" le 5 décembre 2009.
- X 4647  ex-« Autorails Bourgogne Franche Comté » arrivé le 6 mai 2017.
- X 4630, a terminé sa carrière au Service des essais du système GSM-R de SNCF Réseau, arrivé le 18 avril 2019.

### Remorques d'autorail
- XR 8150
- XR 6241, confiée aux Chemins de fer du Centre-Bretagne, à Pontivy (Morbihan).

### Locotracteurs
- Y 6610
- Y 7566, arrivé en décembre 2017
- Y 6431, arrivé le 16 avril 2020[6]